# HD 102776
HD 102776，又名CP-63 1988，SAO 251602、HR 4537，是一颗恒星，视星等为4.32，位于銀經296.18，銀緯-1.73，其B1900.0坐标为赤經11h 44m 48.9s，赤緯-63° -1.73′ 57″。